# مايا أينشتاين

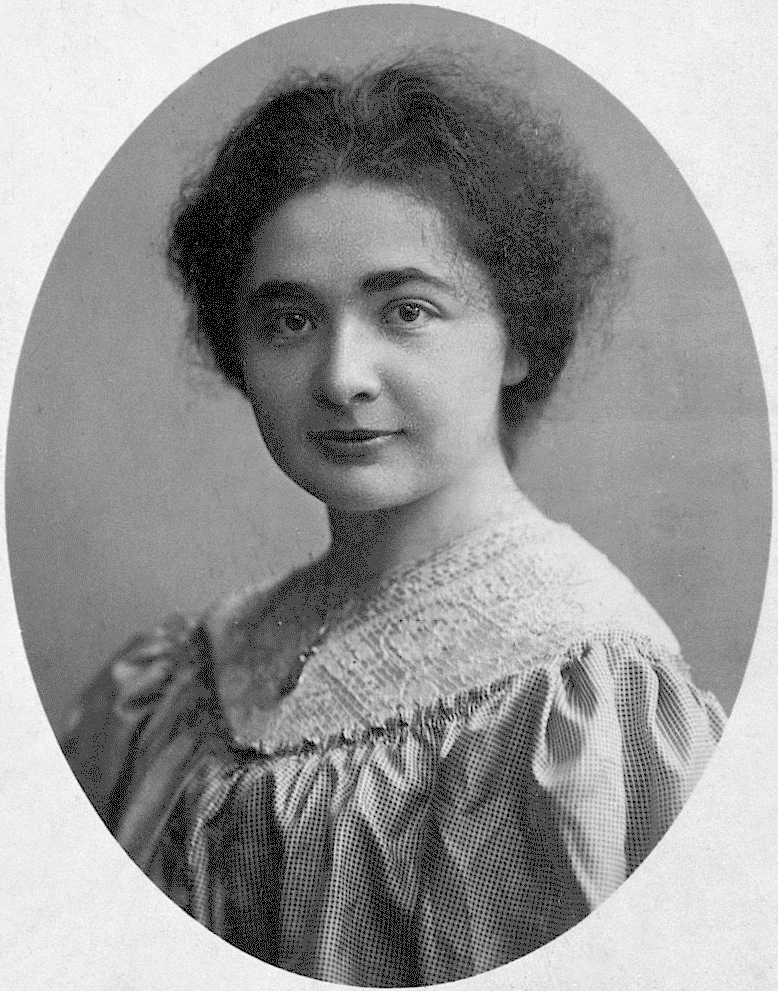
صورة فوتوغرافية لماجة اينشتاين اخت البرت اينشتاين.

مايا أو ماريا أو ماجة أينشتاين (المولودة باسم ماريا أينشتاين، و الحاملة لكنتية مايا وينتلر-أينشتاين) (18 نوفمبر 1881 - 25 يونيو 1951) كانت عالمة رومانسيات ألمانية والأخت الصغرى لعالم الفيزياء ألبرت أينشتاين .

## النشأة والتعليم
ولدت أينشتاين في ميونيخ . والدتها هي بولين أينشتاين (المولودة لعائلة كوخ) و والدها هو هيرمان أينشتاين. التحقت مايا أينشتاين بالمدرسة الابتدائية في ميونيخ. بسبب سوء الإدارة واجهت الأسرة صعوبات مالية وانتقلت إلى إيطاليا. التحقت في ميلانو بالمدرسة الدولية الناطقة بالألمانية من عام 1887 إلى عام 1894. في عام 1899 انتقلت إلى آراو، حيث التحق شقيقها ألبرت بمدرسة كانتون وانضم إلى عائلة أستاذ المدرسة يوست وينتلر . هناك التقت بابنه الأصغر بول وينتلر، زوجها المستقبلي. كانت طالبة في ندوة المعلمين من عام 1899 إلى عام 1902. بعد وفاة والدها حصلت على براءة اختراع المعلم في عام 1905.
درست مايا أينشتاين اللغات الرومانسية والأدب في كل من برلين وبرن وباريس . حصلت على الدكتوراه من جامعة برن عام 1909 بأطروحة Feststellung des Handschriftenverhältnises des Chevalier au Cygne und Enfances Godefroy . في 23 مارس 1910 تزوجت من بول وينتلر وفقدت تصريح عملها نتيجة لذلك.

## حياتها
انتقلت أينشتاين وزوجها إلى لوسيرن برامبرج. بعد وفاة والدة مايا أينشتاين في عام 1920، انتقلت الاسرة إلى إيطاليا وحصلت على عقار خارج فلورنسا في كولوناتا (سيستو فيورنتينو). في عام 1924، أعطاها شقيقها ألبرت 7000 مارك ألماني لسداد الديون التي أثقلت كاهل التركة. استمرت مشاكلهم المالية بسبب البطالة.

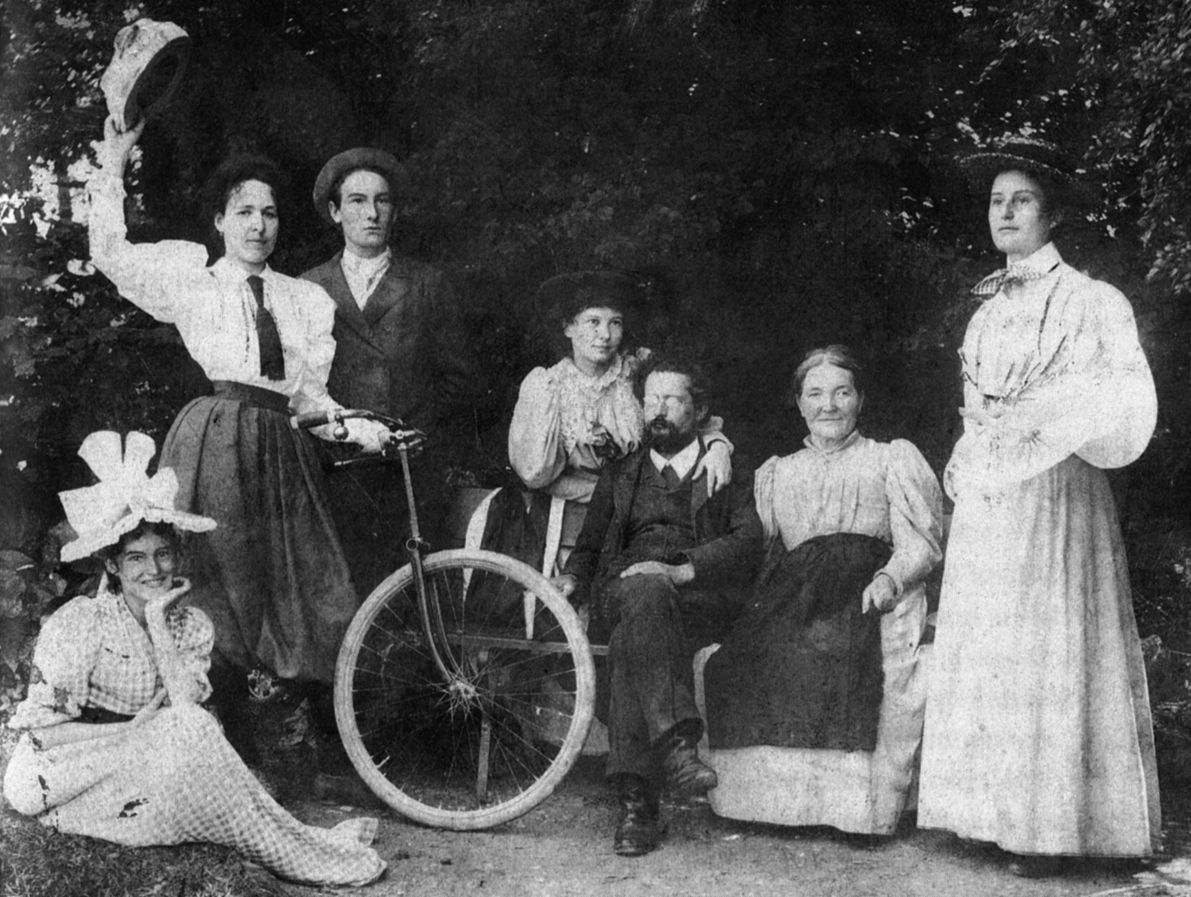
عائلة وينتلر وماجا أينشتاين، عام 1900. من اليسار إلى اليمين: ماري وينتلر، ماجا أينشتاين، بول وينتلر، آنا وينتلر، جوست وينتلر، بولين وينتلر، وروزا وينتلر

ببعدصعود النزام الفاشي في ايطاليا بقيادة بينيتو موسولينيو تنامي موجات معاداة السامية، انتقلت مايا أينشتاين إلى برينستون في الولايات المتحدة في فبراير 1939. لتعيش مع شقيقها ألبرت في شارع ميرسر. بينما مُنع زوجها بول من دخول الولايات المتحدة لأسباب صحية، وبقي مع أقاربه في جنيف .  كانت ماجا أينشتاين تنوي العودة إلى وطنها بعد نهاية الحرب العالمية الثانية . غير انها في عام 1946 أصيبت بسكتة دماغية . و لاحقا أصيبت بتصلب الشرايين وأصبحت طريحة الفراش، مما منعها من العودة إلى أوروبا. حافظ أينشتاين على المراسلات مع بول حتى وفاتها. توفيت مارية اينشتاين في 25 يونيو 1951 متأثرة بالتهاب رئوي نتيجة لكسر في أعلى ذراعها في برينستون.  بينما توفي زوجها في 15 يوليو 1952 في جنيف.

## لقراءة متعمقة
- فرانزيسكا روجر: أينشتاين شويستر. ماجا أينشتاين – ihr Leben وihr Bruder Albert. Verlag Neue Zürcher Zeitung، زيورخ 2005،(ردمك 3-03-823138-X) .
- كريستوف ريبر: ألبرت أينشتاين. السيرة الذاتية غير ملتزمة. ثوربيك-فيرلاج، أوستفيلدرن 2018،(ردمك 978-3-7995-1281-7) .